# Liste der Abgeordneten zum Südtiroler Landtag (X. Legislaturperiode)
Die Liste der Abgeordneten zum X. Südtiroler Landtag listet alle bei der Landtagswahl 1988 gewählten Abgeordneten und etwaige Nachrücker auf.

## Abgeordnete
| Mitglied des Landtages  | Partei oder Wahlbündnis                          |
| ----------------------- | ------------------------------------------------ |
| Erich Achmüller         | Südtiroler Volkspartei                           |
| Franz Alber             | Südtiroler Volkspartei                           |
| Aldo Balzarini 1        | Democrazia Cristiana                             |
| Franz Bauer             | Südtiroler Volkspartei                           |
| Alfons Benedikter       | Südtiroler Volkspartei                           |
| Ruggero Benussi         | Movimento Sociale Italiano - Destra Nazionale    |
| Maria Bertolini 2       | Südtiroler Volkspartei                           |
| Giancarlo Bolognini     | Democrazia Cristiana                             |
| Marco Bolzonello 3      | Movimento Sociale Italiano - Destra Nazionale    |
| Siegfried Brugger       | Südtiroler Volkspartei                           |
| Luis Durnwalder         | Südtiroler Volkspartei                           |
| Arthur Feichter         | Südtiroler Volkspartei                           |
| Remo Ferretti 4         | Democrazia Cristiana                             |
| Martin Flatscher 5      | Democrazia Cristiana                             |
| Rosa Franzelin-Werth 6  | Südtiroler Volkspartei                           |
| Hubert Frasnelli        | Südtiroler Volkspartei                           |
| Werner Frick            | Südtiroler Volkspartei                           |
| Zeno Giacomuzzi         | Südtiroler Volkspartei                           |
| Giorgio Holzmann        | Movimento Sociale Italiano - Destra Nazionale    |
| Bruno Hosp              | Südtiroler Volkspartei                           |
| Robert Kaserer          | Südtiroler Volkspartei                           |
| Eva Klotz               | Südtiroler Heimatbund                            |
| Alois Kofler            | Südtiroler Volkspartei                           |
| Sepp Kusstatscher       | Südtiroler Volkspartei                           |
| Alexander Langer 7      | Grün-Alternative Liste - Lista Verde Alternativa |
| Sepp Mayr               | Südtiroler Volkspartei                           |
| Gerold Meraner          | Freiheitliche Partei Südtirols                   |
| Pietro Mitolo 8         | Movimento Sociale Italiano - Destra Nazionale    |
| Luigi Montali           | Movimento Sociale Italiano - Destra Nazionale    |
| Karl Oberhauser         | Südtiroler Volkspartei                           |
| Franz Pahl              | Südtiroler Volkspartei                           |
| Alessandro Pellegrini 9 | Democrazia Cristiana                             |
| Oskar Peterlini         | Südtiroler Volkspartei                           |
| Otto Saurer             | Südtiroler Volkspartei                           |
| Giuseppe Sfondrini      | Partito Socialista Italiano                      |
| Arnold Tribus           | Grün-Alternative Liste - Lista Verde Alternativa |
| Hugo Valentin           | Südtiroler Volkspartei                           |
| Romano Viola            | Partito Comunista Italiano                       |
| Alexander von Egen      | Südtiroler Volkspartei                           |
| Alessandra Zendron 10   | Grün-Alternative Liste - Lista Verde Alternativa |